# Neoserica speciosa
Neoserica speciosa är en skalbaggsart som beskrevs av Brenske 1898. Neoserica speciosa ingår i släktet Neoserica och familjen Melolonthidae. Inga underarter finns listade i Catalogue of Life.